# 広島県立尾道商業高等学校
広島県立尾道商業高等学校（ひろしまけんりつ おのみちしょうぎょうこうとうがっこう）は、広島県尾道市古浜町にある県立の商業高等学校。通称は「尾商」（おのしょう）。

## 概要
歴史
1887年（明治20年）創立の「私立尾道商法講習所」を前身とする。商業学校を経て1948年（昭和23年）の学制改革により新制の商業高等学校となる。現校名になったのは1968年（昭和43年）。
設置課程・学科
全日制課程
情報ビジネス科
校訓
「正義・努力・健康」
部活動
かつては野球部が春の選抜高校野球では1964年（第36回）と1968年（第40回）に準優勝しているが、1986年（第58回）を最後に出場していない。なお夏の甲子園には1958年（第40回）に1度だけ出場している。
文化部では簿記部（2005年・2006年・2013年）、情報処理部（2003年 - 2006年・2012年）、ワープロ部（2012年・2013年）が全国大会に出場している。

## 沿革
- 1887年（明治20年）10月20日 - 尾道町十四日町の艮神社境内に「私立尾道商法講習所」が開設される。所長に市邨芳樹が就任。
- 1888年（明治21年）10月 - 久保町字米場町に「公立尾道商業学校」が開校。
- 1892年（明治25年）9月 - 尾道町長江町4丁目に校舎が完成し移転を完了。
- 1895年（明治28年）4月 - 「尾道簡易商業学校」に改称。
- 1898年（明治31年）8月1日 - 移管により「広島県商業学校」となる。
- 1901年（明治34年）
  - 4月1日 - 「広島県尾道商業学校」と改称。
  - 6月12日 - 「広島県立尾道商業学校」と改称（県の後に「立」が付される）。
- 1902年（明治35年）4月18日 - 長江町9丁目に校舎が完成し移転を完了。
- 1939年（昭和14年）7月19日 - 吉和町に校舎が完成し移転を完了。
- 1944年（昭和19年）4月4日 - 教育ニ関スル戦時非常措置方策により、商業学校の募集を停止し、広島県立尾道工業学校を併設。
- 1945年（昭和20年）3月 - 1940年（昭和15年）入学の5年生と1941年（昭和16年）入学の4年生の合同卒業式を挙行。
- 1946年（昭和21年）3月30日 - 広島県立尾道工業学校の併設を解消。
- 1948年（昭和23年）5月3日 - 学制改革により商業学校が廃止され、新制高等学校「広島県尾道商業高等学校」が発足。
- 1949年（昭和24年）4月30日 - 高校三原則に基づく公立高等学校再編により、総合制の「広島県尾道西高等学校」が発足。通常制（全日制）の普通課程・生活課程・商業課程を設置。
- 1953年（昭和28年）4月1日 - 商業課程が分離し、「広島県尾道商業高等学校」として独立。
- 1958年（昭和33年）10月30日 - 創立70周年を記念して木造2階建ての商業科特別教室が完成。
- 1959年（昭和34年）9月 - プールが完成。
- 1968年（昭和43年）
  - 5月 - 体育館兼講堂が完成。
  - 10月1日 - 「広島県立尾道商業高等学校」（現校名）に改称（県の後に「立」が付される）。
- 1969年（昭和44年）3月から1971年（昭和46年）3月 - 新館が完成。
- 1974年（昭和49年）3月 - 商業科特別教室（3号館）が完成。
- 1987年（昭和62年）3月 - 格技場が完成。
- 1988年（昭和63年）10月 - 4号館が完成。
- 1991年（平成3年）3月 - セミナーハウス「折鶴館」が完成。
- 1993年（平成5年）4月1日 - ビジネス会計科・情報管理科を新設。
- 2001年（平成13年）3月 - プールを撤去。
- 2006年（平成18年）
  - 2月 - 新体育館兼講堂・テニスコートが完成。
  - 3月から2007年（平成19年）12月 - 1・2・3号館大規模改修を実施。
- 2007年（平成19年）4月1日 - 広島県立尾道工業高等学校の廃止に伴い、卒業証明書発行等の事務を継承。

## エピソード
1950年代の尾道西高校時代に広島東洋カープ主催のプロ野球公式戦が当校校庭で3度開催されている。当時、公式戦を開催できる基準を満たす球場が広島県内には少なかったため、学校や企業のグラウンドを会場にした試合は珍しくなかったが、校庭にはフェンスがなく、客席とグラウンドはロープだけで仕切られた状態にあった。また、当時のスポーツ紙では「校庭であるため地面が固く、凹凸が多く、野手を困らせた」と報じられている。
初開催は1950年（昭和26年）5月21日、広島東洋カープ対大洋ホエールズ戦。戦争末期、陸軍によってグラウンドの一部を畑にしていた名残で右中間後方が草むらになっており、広島選手・松川博爾の打球がその草むらに入り込むと大洋の外野手2人がボールを捜す間に松川は本塁に生還し、ランニングホームランとなる。松川にとって、プロで唯一の本塁打である。
2回目の開催は1952年（昭和28年）7月23日、広島東洋カープ対大阪タイガース戦。広島の先発投手は尾道西高校出身のプロ1年目、大田垣喜夫（備前喜夫）であり、母校での凱旋登板を果たした。7回までは被安打2、無失点に抑える好投を見せるも、8回2死から崩れて一挙5失点を喫し、敗戦投手となっている。
3回目の開催は1953年（昭和28年）4月1日、広島東洋カープ対大洋松竹ロビンス戦。広島の先発投手は前年のリベンジ登板となる大田垣、対する大洋松竹の先発はプロ1年目の権藤正利であった。4回裏、広島選手・白石勝巳の放った打球が右中間に飛び込む本塁打となったが、前述の通り、客席とグラウンドがロープだけで仕切られた状態にあったことで、このプレーをめぐって大洋松竹監督の小西得郎が異を唱えた。これは観客がロープをわざと前に押し出したのではないかとの猛抗議をしたが受け入れられなかった。後にこの本塁打は「縄ホームラン」と呼ばれるようになった。この試合は観客のアシストにもかかわらず、大洋松竹が2対1で勝利しており、権藤にプロ初勝利を献上し、大田垣は2年連続で母校で敗戦投手となってしまった。なお、中沢啓治の漫画『広島カープ誕生物語』でもこの縄ホームランの件は描かれており、主人公の大地進がロープを押し出したことになっている。
後に「縄ホームラン」の一件を機に、当時のセ・リーグ会長である鈴木龍二は全球団に規格外の球場で試合を開催することを全面的に禁止するように警告を発したため、前述の試合が最後の校庭でのプロ野球開催試合となった。
なお、プロ野球公式戦を母校の校庭でプレーしたプロ野球選手は、大田垣を含め尾道西高校出身の3名のみである。

## 著名な出身者
野球
- 大田垣耕造（元東芝野球部監督、シドニーオリンピック野球日本代表監督）
- 中村信彦（野球指導者）
- 山内泰幸（元プロ野球選手、野球解説者）
- 小川邦和（元プロ野球選手、野球解説者）
- 舩木聖士（元プロ野球選手）
- 池田善蔵（元プロ野球選手）
- 杉川喜久雄（元プロ野球選手）
- 内海武彦（元プロ野球選手）
- 木織武美（元プロ野球選手）
- 榊原盛毅（元プロ野球選手）
- 備前喜夫（元プロ野球選手）
- 原田信吉（元プロ野球選手）
- 菊地博仁（元プロ野球選手）
- 川原政数（元プロ野球選手）
- 瀬戸昭彦（元プロ野球選手）
- 青山勝巳（元プロ野球選手）
- 田坂正明（元プロ野球選手）
- 井上幸信（元プロ野球選手）
- 浜本龍治（元プロ野球選手）
- 樋口賢（元プロ野球選手）

スポーツ
- 梅本勝（ラグビー指導者）
- 細谷四方洋（元レーシングドライバー）

政財界
- 小田原大造（久保田鉄工（現・クボタ）社長）
- 佐藤守良（政治家、元農林水産大臣）
- 田頭基典（元大蔵省北海道財務局長、元島根銀行頭取）

学界
- 高垣寅次郎（経済学者、一橋大学名誉教授、元日本学術振興会理事長、元ユネスコ政府代表）
- 片山金章（法学者、元中央大学学長）
- 坂本彌三郎（経済学者、神戸大学名誉教授、元日本学術会議会員）

文芸
- 鷹羽狩行（俳人）
- 森岡久元（作家）

## アクセス
- おのみちバス「尾商入口」停留所
- 尾道駅前バス停2番乗り場から（片道170円）
  - 「東西本線西・鳴滝登山口行き」乗車 → 「尾商入口」下車
  - 「JA尾道総合病院行き」乗車 → 「尾商入口」 下車

## 周辺
- 尾道税務署
- 広島法務局尾道支局
- 尾道海上保安部